# Yamousso
Yamousso était une reine baoulé de Côte d'Ivoire. Yamoussoukro (kro signifie « village » en baoulé, Yamoussoukro signifie donc le « village de Yamousso »), capitale politique de la Côte d'Ivoire depuis 1984, lui doit son nom.

## Histoire
Elle était la grand-tante de Félix Houphouët-Boigny,, président de la République de 1960 à 1993, considéré comme le père fondateur de la nation ivoirienne mais aussi la nièce de Boigny N'dri 2  dépositaire du pouvoir et initiateur du TAM TAM parleur.
En 1901, la reine Yamousso, tante de Kouassi N'Go, dirigeait le village de N'Gokro, au centre du pays, au moment de la colonisation française. Le village comptait alors 475 habitants, et on dénombrait dans ses alentours 129 villages Akouè.
il est bien de noté selon des récits que la transmission du pouvoir de la chefférie chez les Akouès de N'gokro a muté, passant du matrilinéaire au patrilinéaire.